# Robert Theis
Robert Theis (* 1. Januar 1947 in Luxemburg) ist ein luxemburgischer Philosoph.

## Leben
Theis studierte von 1967 bis 1970 Philosophie an der Pontificia Universitas Gregoriana in Rom (lic.phil.). Von 1970 bis 1974 studierte er katholische Theologie am Institut catholique de Paris (maîtrise en théologie mit einer Arbeit über Karl Barths Trinitätstheologie); von 1972 bis 1975 studierte er Philosophie an der Université de Paris I (Sorbonne-Panthéon), wo er im Juni 1975 mit einer Arbeit über den frühen Hegel zum Dr. phil. promoviert wurde (Betreuer: Maurice de Gandillac). Von 1974 bis 1995 war Theis als Philosophielehrer an mehreren Luxemburger Gymnasien tätig, u. a. am Lycée Hubert-Clément in Esch an der Alzette; seit 1982 war er zudem Lehrbeauftragter am Institut für Katholische Theologie der Universität des Saarlandes. 1992 wurde er an der Universität des Saarlandes mit einer Schrift über die Entwicklung von Kants theologischem Denken habilitiert (venia legendi für Philosophie) und zum Privatdozenten ernannt. Ab 1995 lehrte er Philosophie am Centre universitaire de Luxembourg; seit 1996 dort als Professor, dann ab 2003 an der neugegründeten Nachfolgeinstitution, der Université du Luxembourg. 1998 erhielt er den Titel eines apl. Professors an der Universität des Saarlandes. Er war Gastdozent an der Karls-Universität Prag, der Université de Strasbourg sowie an der Sapienza (Rom). 2018 verbrachte er einen mehrmonatigen Forschungsaufenthalt an der Pontificia Università Gregoriana. Theis wurde im Oktober 2010 emeritiert.
Die Schwerpunkte seiner Forschungen siedeln sich historisch einerseits bei Kant und der Philosophie der Deutschen Aufklärung an (hier insbesondere Wolff), andererseits bei Anselm von Canterbury. In systematischer Hinsicht sind seine Forschungen auf Fragen der Ontologie und Metaphysik sowie der Religionsphilosophie fokussiert. Theis ist Vizepräsident der Société d’Etudes Kantiennes de Langue Française; Herausgeber der Reihen „Europaea Memoria“ und „Wolff Werke“ im Georg Olms Verlag (Hildesheim). Er ist Mitglied mehrerer Akademien: International Academy of Philosophy (Eriwan); Academia Scientiarum et Artium Europaea (Salzburg).

## Werke (Auswahl)
- Le discours dédoublé. Philosophie et théologie dans la pensée du jeune Hegel, Paris 1978;
- Approches de la Critique de la raison pure, Hildesheim 1991;
- Gott. Untersuchungen zur Entwicklung des theologischen Diskurses in Kants Schriften zur theoretischen Philosophie bis hin zum Erscheinen der Kritik der reinen Vernunft, Stuttgart/Bad Cannstatt 1994;
- Hans Jonas. Habiter le monde, Paris 2008;
- La raison et son Dieu. Etude sur la théologie kantienne, Paris 2012;
- De Wolff à Kant/Von Wolff zu Kant, Hildesheim 2013
- Hans Jonas, Wiesbaden 2018
- Kants 4. Frage: Was ist der Mensch? Wiesbaden 2024
- Kant: Mein Thema ist eigentlich Metaphysik, Wiesbaden 2024

- (Hg.) De Christian Wolff à Louis Lavelle. Métaphysique et histoire de la philosophie (Festschrift f. Jean Ecole), Hildesheim 1995
- (Hg.) Die deutsche Aufklärung im Spiegel der neueren französischen Aufklärungsforschung (= Aufklärung, Jahrgang 10), Hamburg 1998
- (Hg.) E. Kant, L'unique argument possible pour une démonstration de l'existence de Dieu, Paris 2001
- (Hg.) Anselm v. Canterbury, Proslogion/Anrede, Stuttgart, Reclam 2003
- (Hg.) Les sources de la philosophie kantienne aux 17e et 18e siècles (Akten des 6. Kongresses der franz. Kantgesellschaft), Paris 2005
- (Hg.) Religion (= Aufklärung, Jahrgang 21), 2009
- (Hg.) Kant: Théologie et religion, (Akten des 10. Kongresses der franz. Kantgesellschaft), Paris 2013
- (Hg. zusammen mit A. Aichele), Christian Wolff Handbuch, Wiesbaden 2018
- (Hg.) Kant: Preisfrage über die Fortschritte der Metaphysik seit Leibniz und Wolf in Deutschland, Hamburg 2024.